# レネル男爵
レネル男爵（英語: Baron Rennell）は、連合王国貴族の男爵位。1933年に外交官レネル・ロッドが叙せられたのに始まる。
なお、ロッド家に男爵位以外に保持する爵位はない。

## 歴史
スウェーデン全権公使(在職1904年-1908年)やノルウェー全権公使(在職1904年-1905年)、イタリア大使(在職1908年-1919年)等を歴任した外交官レネル・ロッド(1858-1941)は、1933年3月1日に連合王国貴族爵位ヘレフォード州におけるロッドのレネル男爵(Baron Rennell, of Rodd in the County of Hereford)に叙せられた。
初代男爵の次男で2代男爵を継承したフランシス・ロッド(1895–1978)は、陸軍軍人であり、1922年と1927年の二度にわたってサハラ砂漠中央部の探検を行い、トゥアレグ族についての著書『People of the Veil』を著した。
2代男爵には女子しかなかったため、2代男爵の死後にはその甥（初代男爵の末息子の次男）であるトレメイン・ロッド(1935–2006)が3代男爵を継承した。彼は海軍軍人でラグビー選手だった。
3代男爵の死後はその長男であるジェイムズ・ロッド(1978-)が4代男爵を継承した。2018年現在の当主も彼である。

男爵家の紋章に刻まれるモットーは『神の導きとともにあるならば、万事は真理なり(Recte Omnia Duce Deo)』。

## レネル男爵 (1933年)
- 初代レネル男爵ジェイムズ・レネル・ロッド（英語版） (James Rennell Rodd, 1858-1941)
- 2代レネル男爵フランシス・ジェイムズ・レネル・ロッド (Francis James Rennell Rodd, 1895–1978)
- 3代レネル男爵ジョン・エイドリアン・トレメイン・ロッド（英語版） (John Adrian Tremayne Rodd, 1935–2006)
- 4代レネル男爵ジェイムズ・ロデリック・デイヴィッド・トレメイン・ロッド (James Roderick David Tremayne Rodd, 1978-)
  - 法定推定相続人も推定相続人もなし